# Turiec (région)
 (mai 2025).
Pour les articles homonymes, voir Turiec.
Le Turiec est l'une des régions historiques du centre de la Slovaquie centrale et actuellement une des régions dans le découpage touristique du pays, qui comprend les districts de Martin (Basse Turiec) et de Turčianske Teplice (Haute Turiec), dans le "Kraj" de Žilina. 
Le Turiec correspond à peu près à l'ancien comitat hongrois de Turóc. Au début du XXe siècle, il a tenu une place importante dans la vie culturelle de la Slovaquie, notamment son chef-lieu la ville de Turčiansky Svätý Martin (Saint-Martin-de-Turiec), connu actuellement sous son nom abrégé de Martin.
La région, qui tire son nom de la rivière Turiec, affluent du Váh, est bordée par la Grande Fatra à l'est, la Petite Fatra au nord et à l'ouest, le Žiar au sud-ouest et les Monts de Kremnica au sud. Deux parcs nationaux se situent dans le Turiec : le Parc national Grande Fatra et le Parc national Malá Fatra.